# For Life
For Life es el quinto y tercer EP navideño de la boy band surcoreana EXO. Fue programado para ser publicado el 19 de diciembre de 2016 a las 12am (KST) por S.M. Entertainment y distribuido por KT Music. El EP contiene cinco canciones, incluido el sencillo del mismo nombre, en las versiones coreano y mandarín.

## Antecedentes y lanzamiento
El 30 de noviembre de 2016, un representante de S.M. Entertainment anunció que EXO estaba preparándose para el lanzamiento de su quinto miniálbum y tercer álbum especial de invierno, después de Miracles in December, lanzado en 2013, y Sing for You, publicado en 2015. También dijo que los miembros ya habían terminado de grabar el videoclip del sencillo con el mismo nombre. Dos semanas después, el 13 de noviembre, S.M. Entertainment actualizó el sitio web oficial del grupo con una imagen teaser. El mismo día, se reveló que el EP, titulado For Life, contendría cinco temas. Su lanzamiento fue el 19 de diciembre, y los vídeos musicales del sencillo contaron con la aparición de la actriz japonesa Nanami Sakuraba y tres miembros del grupo: Chanyeol, Suho y Kai. Inspirándose en las donaciones que hicieron el año anterior con Sing for You, se informó que el grupo esta vez donó todos los beneficios para obras de caridad. A diferencia de sus álbumes anteriores, que fueron lanzados en dos versiones separadas, una en lengua coreana y otra en lengua mandarín, For Life fue lanzado con ambas versiones incluidas.

## Actuación comercial
Incluso sin ninguna promoción en programas musicales, se vendieron más de 300 mil copias en su primera semana de ventas, así superando a Sing For You y convirtiéndose en el álbum de EXO con la segunda mayor cantidad de ventas en la primera semana de ventas y el tercer álbum con la mayor cantidad de ventas en la historia de la lista musical surcoreana Hanteo. For Life se convirtió en el tercer álbum más vendido de Gaon en 2016, con 438 481 copias vendidas, habiendo consiguiendo el primer lugar de la lista. El álbum también se clasificó como «el segundo álbum más vendido del mundo en la semana del 4 de enero» según United World Chart.

## Lista de canciones
| For Life ─ Versión coreana |                                                                        |                              |                                                                                         |          |  |
| N.º                        | Título                                                                 | Letras                       | Música                                                                                  | Duración |  |
| 1.                         | «For Life»                                                             | Kenzie                       | Kenzie, Matthew Tishler, Aaron Benward                                                  | 3:58     |  |
| 2.                         | «Falling for You»                                                      | Seo Ji Eum                   | DOM, Richard Garcia, Andreas Stone Johansson, Allison Kaplan                            | 3:24     |  |
| 3.                         | «What I Want for Christmas» (canción por: Suho, Baekhyun, Chen y D.O.) | JQ, Seolim (Makeumine Works) | BUM, Chek Parren, J.Lewis, Sidnie Tipton                                                | 3:22     |  |
| 4.                         | «Twenty Four» (canción por: Xiumin, Chanyeol, Kai y Sehun)             | Lee Yoo Jin                  | Joseph «Joe Millionaire» Foster, Tay Jasper, Leven Kali, Otha «Vakseen» Davis III, MZMC | 3:40     |  |
| 5.                         | «Winter Heat»                                                          | Kim Min Ji                   | Andreas Öberg, Maria Marcus, Andrew Choi                                                | 3:35     |  |
| 17:59                      |                                                                        |                              |                                                                                         |          |  |

| For Life ─ Versión china |                                                                                  |                                             |                                                                                         |          |  |
| N.º                      | Título                                                                           | Letras                                      | Música                                                                                  | Duración |  |
| 1.                       | «For Life (一生一事)»                                                            | Kenzie, Xiaohan                             | Kenzie, Matthew Tishler, Aaron Benward                                                  | 3:58     |  |
| 2.                       | «Falling for You (亿万分之一的奇迹)»                                             | Seo Ji Eum, Yang Yao Cheng                  | DOM, Richard Garcia, Andreas Stone Johansson, Allison Kaplan                            | 3:24     |  |
| 3.                       | «What I Want for Christmas (再续冬季)» (canción por: Lay, Baekhyun, Chen y D.O.) | JQ, Seolim (Makeumine Works), Wang Jing Yun | BUM, Chek Parren, J.Lewis, Sidnie Tipton                                                | 3:22     |  |
| 4.                       | «Twenty Four (二十四小时)» (canción por: Xiumin, Chanyeol, Kai y Sehun)          | Lee Yoo Jin, Sun Yien                       | Joseph «Joe Millionaire» Foster, Tay Jasper, Leven Kali, Otha «Vakseen» Davis III, MZMC | 3:40     |  |
| 5.                       | «Winter Heat (暖冬)»                                                             | Kim Min Ji, Xiaohan                         | Andreas Öberg, Maria Marcus, Andrew Choi                                                | 3:35     |  |
| 17:59                    |                                                                                  |                                             |                                                                                         |          |  |

## Posicionamiento en listas
| Lista (2016)                     | Mejor posición |
| -------------------------------- | -------------- |
| Álbumes surcoreanos (Gaon)       | 1              |
| Álbumes japoneses (Oricon)       | 7              |
| US Álbumes mundiales (Billboard) | 9              |

| Lista (2016)               | Mejor posición |
| -------------------------- | -------------- |
| Álbumes surcoreanos (Gaon) | 1              |

| Lista (2016)                       | Mejor posición |
| ---------------------------------- | -------------- |
| Álbumes surcoreanos (Gaon)         | 3              |
| Álbumes chinos (YinYueTai V Chart) | 5              |

## Ventas
| Región               | Ventas   |
| -------------------- | -------- |
| Corea del Sur (Gaon) | 438 481+ |
| Japón (Oricon)       | 22 826+  |

## Premios y nominaciones

### Victorias en programas musicales
| Canción    | Programa         | Fecha                   |
| ---------- | ---------------- | ----------------------- |
| «For Life» | Music Bank (KBS) | 30 de diciembre de 2016 |

## Historial de lanzamientos
| Región        | Fecha                   | Formato              | Discográfica                 |
| ------------- | ----------------------- | -------------------- | ---------------------------- |
| Corea del Sur | 19 de diciembre de 2016 | CD, descarga digital | S.M. Entertainment, KT Music |
| Todo el mundo | 19 de diciembre de 2016 | Descarga digital     | S.M. Entertainment           |